# Takasago Army
Takasago Army (chiń. trad. 高砂軍) – szósty album studyjny tajwańskiego zespołu muzycznego Chthonic. Wydawnictwo ukazało się 6 lipca 2011 roku nakładem wytwórni muzycznej ULoud Music. W Europie i Stanach Zjednoczonych płyta trafiła do sprzedaży dzięki firmie Spinefarm Records. Natomiast w Japonii płytę wydała oficyna Howling Bull. Tytuł płyty nawiązuje do formacji zbrojnej armii japońskiej - Ochotniczych Oddziałów Takasago.

## Lista utworów
Opracowano na podstawie materiału źródłowego.
1. "冥河島 (The Island)" - 02:15 (utwór instrumentalny)
2. "殘枝 (Legacy of the Seediq)" - 04:21
3. "皇軍 (Takao)" - 04:19
4. "震洋 (Oceanquake)" - 03:44
5. "南十字星 (Southern Cross)" - 03:53
6. "薰空 (Kaoru)" - 05:38
7. "玉碎 (Broken Jade)" - 05:43
8. "歸根 (Root Regeneration)" - 01:24
9. "大黑天 (Mahakala)" - 04:02
10. "鎮魂醒靈寺 (Quell the Souls in Sing Ling Temple)" - 05:18

## Twórcy
Opracowano na podstawie materiału źródłowego.
| Zespół Chthonic w składzie - Freddy Lim (Left Face of Maradou) – wokal prowadzący, erhu - Doris Yeh (Thunder Tears) – gitara basowa, wokal wspierający - Jesse Liu (The Infernal) – gitara, wokal wspierający - Dani Wang (Azathothian Hands) – perkusja - CJ Kao (Dispersed Fingers) – instrumenty klawiszowe |  | Dodatkowi muzycy - Chan Ya Wen – wokal - Yu Tien – wokal - Pitero Wukah Mahon – pgaku - Su-nung Chao – erhu Inni - Rickard Bengtson – produkcja muzyczna, realizacja nagrań, miksowanie - Mats Limpan Lindfors – mastering |